# Tokugawa Iesada
Tokugawa Iesada est un nom japonais traditionnel ; le nom de famille (ou le nom d'école), Tokugawa, précède donc le prénom (ou le nom d'artiste) Iesada.
 (mai 2025).
Si vous disposez d'ouvrages ou d'articles de référence ou si vous connaissez des sites web de qualité traitant du thème abordé ici, merci de compléter l'article en donnant les références utiles à sa vérifiabilité et en les liant à la section « Notes et références ».
Iesada Tokugawa (徳川 家定, Tokugawa Iesada, 1824–1858) est le 13e shogun du shogunat Tokugawa au Japon. Il règne entre 1853 et 1858.

## Biographie
Devenu shogun alors qu'il était enfant, sa faiblesse physique l'empêcha de réellement gouverner le pays.